# Pseudosaproecius cambeforti
Pseudosaproecius cambeforti là một loài bọ cánh cứng trong họ Bọ hung (Scarabaeidae).